# Comitê Olímpico de Porto Rico
O Comitê Olímpico de Porto Rico (em castelhano:  Comité Olímpico de Puerto Rico e em inglês:  Puerto Rico Olympic Committee) é o Comitê Olímpico Nacional que representa Porto Rico. Esta organização é responsável por supervisionar os esportes olímpicos em Porto Rico, e selecionar a equipe olímpica porto-riquenha. Foi fundada em 1948 por Julio Enrique Monagas.